# Скрипник Олександр Васильович
Олекса́ндр Васи́льович Скри́пник (нар. 13 листопада 1962, смт Братське, Миколаївська область) — український письменник, публіцист, дослідник історії української розвідки. Заслужений журналіст України.
Член Національної спілки журналістів України (1985), Національної спілки письменників України (2012).

## Життєпис
Закінчив середню школу в смт Братське на Миколаївщині (1979). Здобув дві вищі освіти — на факультеті журналістики Київського державного університету імені Тараса Шевченка (1984) і факультеті романо-германської філології Запорізького державного університету (1994).
Працював кореспондентом обласної газети «Запорізька правда», референтом, керівником пресцентру УСБУ в Запорізькій області, заступником начальника пресцентру СБУ (1995—2000), очолював пресцентр СБУ (2000—2005), пресслужбу Служби зовнішньої розвідки України (2005—2014), був радником Голови Служби зовнішньої розвідки України (2014—2017).
Живе в Києві. Одружений.

## Творчий доробок
Автор книжок «За золотом Нестора Махна» (2001), «Український слід у розвідці» (2009), «Керівники української зовнішньої розвідки» (у співавторстві, 2010), «Розвідники, народжені в Україні» (2011), «Служба зовнішньої розвідки України: історія і сьогодення» (2012), пригодницького роману «Особлива територія» (2013), збірок документальних нарисів і публіцистики «Таємний легіон Української революції» (2015), «Курйози у розвідці» (2016), документального роману «Розстріляний на Донбасі „за ізмєну Росії“» (2017), наукового видання «Спеціальні служби України від найдавніших часів і до сьогодення» у 5-ти томах, т. 3 «Військова спецслужба Державного Центру УНР у екзилі (1926—1936 рр.)» (у співавторстві, 2018), науково-популярних видань «Українська розвідка. 100 років боротьби, протистоянь, звершень» (2019), «Українська розвідка. Прадавні часи» (2020), «Спецоперація „Некро“. Розсекречені історії з архіву розвідки» (2023, цей твір висунуто 2024 року на здобуття Премії імені Івана Франка у галузі інформаційної діяльності в номінації «За кращу наукову роботу в інформаційній сфері»).
Автор численних публікацій у періодиці, сценаріїв документальних фільмів з історії та діяльності спецслужб.

## Нагороди, відзнаки
- Почесне звання «Заслужений журналіст України» (2009)
- Почесна грамота Верховної Ради України (2010)
- Відзнака «Симон Петлюра. Журналістика і Державність» Конфедерації журналістських організацій України, Міжнародного культурного центру «Сяйво», Меморіального фонду Симона Петлюри (2022).
- Третя премія Літературно-наукового конкурсу Фонду Воляників—Швабінських при Фундації Українського вільного університету (Нью-Йорк, США) (2024)[6]

Нагороджений медалями, іншими відомчими заохочувальними відзнаками СБУ і СЗРУ.